# Rio Shyok
O rio Shyok (literalmente "rio da morte" no dialeto iarcandês do uigur) é um rio que corre no Ladaque (norte da Índia) e Baltistão (Paquistão). Nasce no glaciar de Rimo, uma das línguas do glaciar de Siachen, na extremidade setentrional do Ladaque, a quase 7 000 metros de altitude, corre para sudeste, virando para noroeste quando chega à cordilheira de Pangong, numa direção quase paralela ao curso anterior; desagua no Indo a leste de Skardu, a 2 438 m de altitude.
O rio corre num vale largo em grande parte do seu percurso, que alarga ainda mais na confluência com o Nubra, junto a Diskit. A jusante de Chalunka entra subitamente numa garganta apertada, antes de chegar a Turtuk e entrar no Paquistão.

## Principais afluentes
- Nubra — Nasce no glaciar de Siachen e corre para sudeste, paralelo ao Shyok. Desagua junto a Diskit.
- Chang Chen Mo — Forma-se perto de Pamzal, nas planícies de Changchinmo do Ladaque, e corre para oeste.[carece de fontes?]
- Galwan — Nasce na China, na área de Samzungling, Xinjiang[necessário esclarecer] e percorre a parte sul do Aksai Chin.[carece de fontes?]
- Saltoro — Nasce nas imediações do Saltoro Kangri e corre para sudoeste. Outro dos seus braços nasce no pico do Masherbrum e corre para sul até se juntar ao Saltoro. Este desagua no Shyok perto de Khaplu, naquela que é a região mais fria do Paquistão.[carece de fontes?]